# 비행

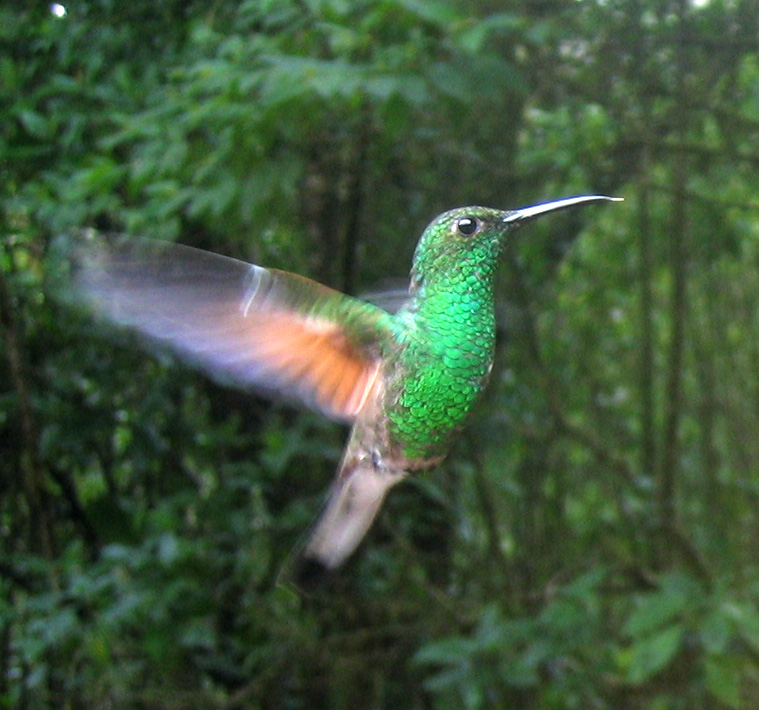
날고있는 벌새

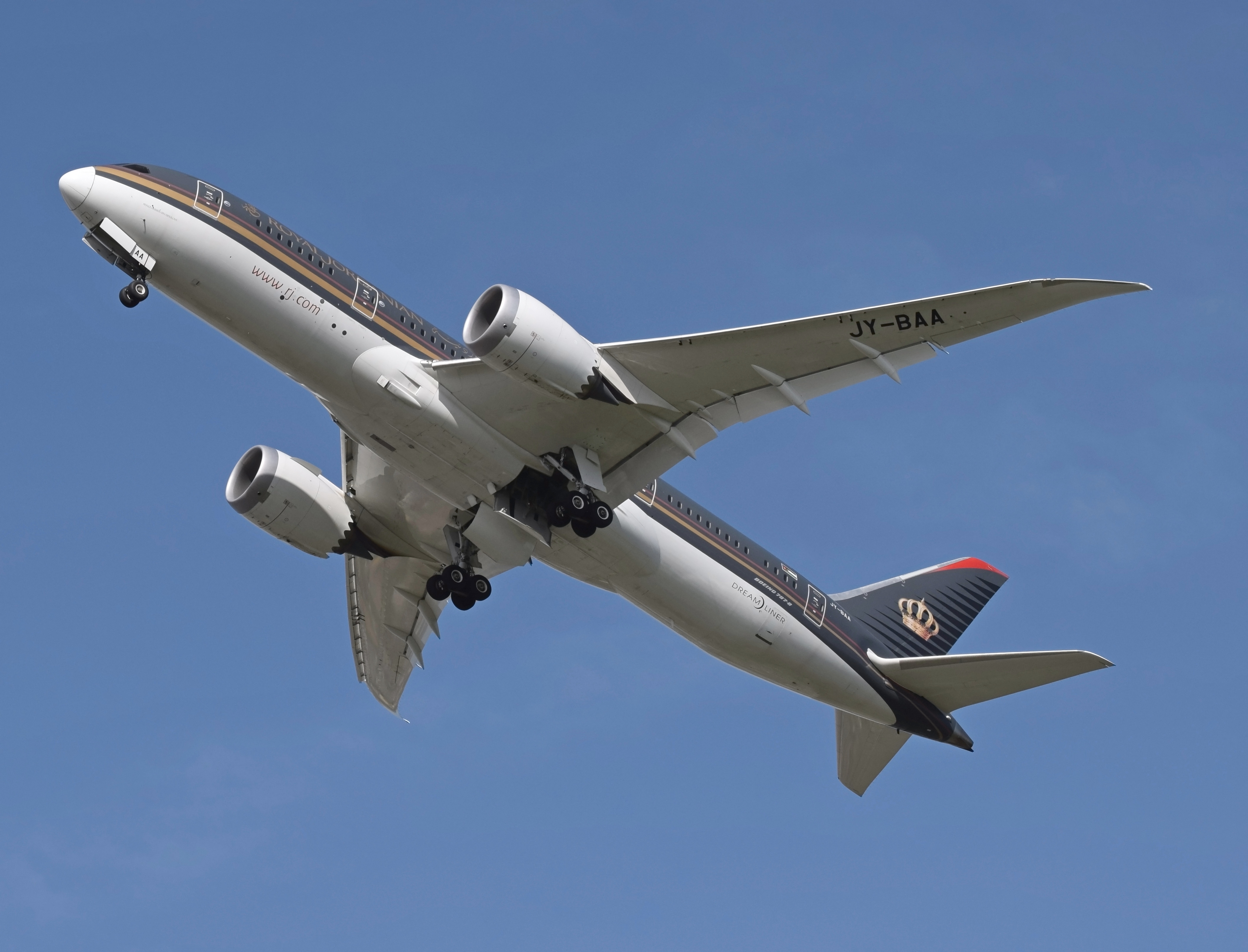
로열 요르단 항공 보잉 787-8 기종의 날고있는 모습

비행(飛行)은 물체가 접촉 없이 대기(또는 우주 비행처럼 대기권 바깥)를 통해 이동하는 것을 말한다. 추력을 이용해 공기역학적 양력을 만들거나, 부력을 이용하거나, 또는 탄도 운동으로 달성할 수 있다.
새, 박쥐, 곤충과 같은 자연의 비행사부터, 비행기, 헬리콥터, 풍선, 로켓 등의 항공기와 같은 인간의 발명품에 이르기까지, 많은 것들이 날 수 있다.
하늘을 나는 탈것을 연구하는 항공공학이나 우주를 날아다니는 우주선이나 발사체에 대해 연구하는 우주공학 등은 항공우주공학의 연구 범위이다.

## 비행의 종류

### 부력 비행

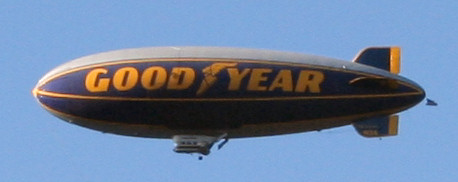
비행선은 공기로부터의 부력이 중력과 같거나 크기 때문에 날 수 있다

공기 중의 부력을 이용하여 땅에서 떠오르고 날아가는 공기보다 가벼운 탈것을 만들 수 있다. 기구나 비행선 등이 그 예이다.

### 공기역학적 비행

#### 무동력 비행과 동력 비행
날다람쥐처럼 별도의 추진력 없이 하늘을 활공하는 경우도 있다. 글라이더 등은 상승 기류를 이용하여 동력 없이 더 높은 고도로 올라갈 수도 있다. 하지만 대부분의 새와 동력 항공기들은 하늘을 날기 위해 추진력이 필요하다.

### 동물의 비행
동력 비행을 하는 동물은 곤충과 새, 박쥐 뿐이며, 그밖의 여러 동물이 진화를 통해 활공을 할 수 있다. 공룡과 동시대에 살았던 파충류의 한 몯님 멸종된 익룡도 매우 성공적인 비행 동물이었다. 각각의 날개는 독립적으로 진화했다. 날아다니는 척추동물의 날개는 모두 앞다리를 기반으로 진화했으나, 그 구조는 크게 다르다. 곤충의 날개는 대부분의 다른 절지동물에서 아가미를 형성하는 구조가 고도로 변형된 것이다.

## 기계 비행
기계 비행은 기계를 사용하여 비행하는 것이다. 비행기, 글라이더, 헬리콥터, 오토자이로, 비행선, 기구, 우주선 등의 항공기가 포함된다. 글라이더는 동력 없이 비행을 할 수 있다. 낙하산과 같은 물체를 배를 이용해 당기는 패러세일링가 같은 형태도 있다. 일반적으로 비행기는 날개를 통해 양력을 얻는다.

## 같이 보기
- 계기 비행
- 비행기
- 날개